# Copa de Clubes de la CECAFA 1997
La Copa de Clubes de la CECAFA 1997 fue la 23.ª edición de este torneo de fútbol a nivel de clubes de África organizado por la CECAFA y que contó con la participación de 12 equipos representantes de África Central, África Oriental y África del Sur, 4 equipos más que en la edición anterior, incluyendo por primera vez a un representante de las Islas Reunión.
El AFC Leopards de Kenia venció al Kenya Breweries también de Kenia en la final disputada en Kenia para coronarse campeón por quinta ocasión, mientras que el bicampeón defensor Simba SC de Tanzania fue eliminado en la fase de grupos.

## Fase de grupos

### Grupo A
| Young Africans SC  | 1-3 | JS Saint-Pierroise |
| East Coast FC      | 1-1 | Young Africans SC  |
| JS Saint-Pierroise | 2-0 | East Coast FC      |

| Club               | G | E | P | GF | GC | Pts |
| ------------------ | - | - | - | -- | -- | --- |
| JS Saint-Pierroise | 2 | 0 | 0 | 5  | 1  | 6   |
| Young Africans SC  | 0 | 1 | 1 | 2  | 4  | 1   |
| East Coast FC      | 0 | 1 | 1 | 1  | 3  | 1   |

### Grupo B
| Al-Mourada Omdurmán | 1-0 | Adulis FC           |
| Adulis FC           | 1-1 | Kenya Breweries     |
| Kenya Breweries     | 1-1 | Al-Mourada Omdurmán |

| Club                | G | E | P | GF | GC | Pts |
| ------------------- | - | - | - | -- | -- | --- |
| Al-Mourada Omdurmán | 1 | 1 | 0 | 2  | 1  | 4   |
| Kenya Breweries     | 0 | 2 | 0 | 2  | 2  | 2   |
| Adulis FC           | 0 | 1 | 1 | 1  | 2  | 1   |

### Grupo C
| Saint-George SA | 2-2 | APR FC          |
| Simba SC        | 1-1 | Saint-George SA |
| APR FC          | 2-1 | Simba SC        |

| Club            | G | E | P | GF | GC | Pts |
| --------------- | - | - | - | -- | -- | --- |
| APR FC          | 1 | 1 | 0 | 4  | 3  | 4   |
| Saint-George SA | 0 | 2 | 0 | 3  | 3  | 2   |
| Simba SC        | 0 | 1 | 1 | 2  | 3  | 1   |

### Grupo D
| Mlandege FC  | 1-3 | AFC Leopards |
| Express FC   | 2-1 | Mlandege FC  |
| AFC Leopards | 2-1 | Express FC   |

| Club         | G | E | P | GF | GC | Pts |
| ------------ | - | - | - | -- | -- | --- |
| AFC Leopards | 2 | 0 | 0 | 5  | 2  | 6   |
| Express FC   | 1 | 0 | 1 | 3  | 3  | 3   |
| Mlandege FC  | 0 | 0 | 2 | 2  | 5  | 0   |

## Cuartos de final
| Equipo 1            | Resultado   | Equipo 2          |
| ------------------- | ----------- | ----------------- |
| Al-Mourada Omdurmán | 0-0 (2-4 p) | Young Africans SC |
| JS Saint-Pierroise  | 1-1 (5-6 p) | Kenya Breweries   |
| APR FC              | 0-0 (4-5 p) | Express FC        |
| AFC Leopards        | 1-0         | Saint-George SA   |

## Semifinales
| Equipo 1        | Resultado   | Equipo 2          |
| --------------- | ----------- | ----------------- |
| AFC Leopards    | 2-1         | Young Africans SC |
| Kenya Breweries | 1-1 (4-2 p) | Express FC        |

## Tercer Lugar
| Equipo 1          | Resultado | Equipo 2   |
| ----------------- | --------- | ---------- |
| Young Africans SC | 3-1       | Express FC |

## Final
| Equipo 1     | Resultado | Equipo 2        |
| ------------ | --------- | --------------- |
| AFC Leopards | 1-0       | Kenya Breweries |

## Campeón
| Copa de Clubes de la CECAFA 1997 |
| -------------------------------- |
| Bandera de Kenia                 |
| AFC Leopards 5º Título           |